# Rong Jiang
Rong Jiang är ett vattendrag i Kina. Det ligger i provinsen Guangdong, i den södra delen av landet, omkring 330 kilometer öster om provinshuvudstaden Guangzhou.
Genomsnittlig årsnederbörd är 1 870 millimeter. Den regnigaste månaden är maj, med i genomsnitt 421 mm nederbörd, och den torraste är oktober, med 19 mm nederbörd.